# ももいろクリスマス2017 〜完全無欠のElectric Wonderland〜
『ももいろクリスマス2017 〜完全無欠のElectric Wonderland〜』（ももいろクリスマスにせんじゅうなな かんぜんむけつのエレクトリック ワンダーランド）は、ももいろクローバーZがさいたまスーパーアリーナで2017年12月13日に、大阪城ホールで12月20日に開催したライブ。Blu-ray & DVDとして発売されている。

## 概要
スノードームをイメージしたきらびやかなステージで繰り広げられた、正統派のクリスマスライブ。スペシャルゲストの世界的ドラマー神保彰による、エレックトリックドラムとのセッションも見所であることから、「完全無欠のElectric Wonderland」と銘打った公演となった。LEDライトが施されたドレスや、スター・ウォーズのライトセーバーを身に着けパフォーマンスするシーンもあり、エレクトリックな世界観が表現された。
同年に47都道府県を回る『青春ツアー』が始まったこともあり、今回の『ももいろクリスマス』も、初回の2010年以来初めてとなる関東地方以外の会場（大阪城ホール）が組み込まれた。
8回目の開催ということで、現場の取材をしたライターの小島和宏は「ひとことで言えば、ももクロの完成形を観たような気がした」と評した。そのことを本人たちに伝えると、「いろんな人に言われた」と複雑な表情を浮かべられたことを踏まえ、小島は以下のように振り返っている。
| 「                                                                                               | 本人的には「まだまだ完成なんかしていない」という思いがあるのだろうし、その反面、多くの人からそう評価されることはうれしくもある。［中略］10周年という区切りを前に、ついにそういう次元に到達したか……そんな達成感にも似た感情を抱いていた。まさか、これが5人による最後の「ももいろクリスマス」になるとは、この時点ではまだ有安杏果しか知らなかった――。 | 」 |
| —小島和宏（『ももクロ導夢録 ももいろクローバーZ 公式記者インサイドレポート2017-2018』p.121より） | |    |

## セットリスト

### さいたまスーパーアリーナ公演
1. 何時だって挑戦者
2. LOST CHILD
3. BIRTH O BIRTH
4. 真冬のサンサンサマータイム
5. 僕等のセンチュリー
6. 天国の名前
阿久悠の未発表の詩に旋律を付けた楽曲を披露
7. Wee-Tee-Wee-Tee
8. モノクロデッサン
9. きみゆき
10. Neo STARGATE
神保彰とのセッション
11. Chai Maxx ZERO
神保彰とのセッション
12. BLAST！
神保彰とのセッション
13. 白い風
14. 一粒の笑顔で...
15. 境界のペンデュラム
16. DECORATION
17. サンタさん
18. 猛烈宇宙交響曲・第七楽章「無限の愛」
19. SECRET LOVE STORY
20. ヘンな期待しちゃ駄目だよ...？♡
21. 夢は心のつばさ
ゲストの山寺宏一と百田夏菜子のデュエット
22. 行くぜっ！怪盗少女
23. 灰とダイヤモンド
24. 白金の夜明け
25. 泣いちゃいそう冬（アンコール）
26. 空のカーテン（アンコール）
27. 今宵、ライブの下で（アンコール）

### 大阪城ホール公演
初回限定盤に、特典映像として収録している（楽曲のパフォーマンス部分のみ）。
1. 今宵、ライブの下で
2. DNA狂詩曲
3. CONTRADICTION
4. 一粒の笑顔で...
5. 泣いちゃいそう冬
6. 天国の名前
7. SECRET LOVE STORY
8. Wee-Tee-Wee-Tee
9. 空のカーテン
10. Neo STARGATE
神保彰とのセッション
11. LOST CHILD
神保彰とのセッション
12. BLAST！
神保彰とのセッション
13. きみゆき
14. スターダストセレナーデ
15. マホロバケーション
16. 何時だって挑戦者
17. サンタさん
18. 猛烈宇宙交響曲・第七楽章「無限の愛」
19. モノクロデッサン
20. Chai Maxx
21. ヘンな期待しちゃ駄目だよ...？♡
22. 行くぜっ！怪盗少女
23. 灰とダイヤモンド
24. 真冬のサンサンサマータイム（アンコール）
25. 白い風（アンコール）
26. 僕等のセンチュリー（アンコール）

## 限定販売シングル「天国の名前/ヘンな期待しちゃ駄目だよ...？♡」
「天国の名前/ヘンな期待しちゃ駄目だよ...？♡」（てんごくのなまえ/ヘンなきたいしちゃだめだよ...？♡）は、この公演の会場などで限定販売されたももいろクローバーZのシングル。CDの販売終了後も音楽配信サイトでダウンロードが可能となっている。
『天国の名前』は作詞家の阿久悠の遺作である詩を楽曲化したもの。息子である深田太郎は次のようにコメントしている。
有安杏果にとって最後のシングルとなっている。
午前4時30分にこの曲を受け取り、ヘッドフォンで爆音で聴いている内にワケもなく涙が出て来た。黄昏みたいに暗い朝だった。

阿久悠が68歳の時に書いた詞に、鬼才NARASAKI氏による現代の「ウォール・オブ・サウンド」と、主役のももいろクローバーＺの面々が極彩色の歌声を添えてくれた世界はまるで「この世の涅槃」のように美しい。ただただ音に身を委ねればいい。そうすれば子供のように涙を流す事が出来る。

ところでこの歌の主人公は天国の名前を知る事が出来たのだろうか。それだけが気掛かりだ。

### 収録曲
1. 天国の名前 [4:49]
作詞：阿久悠 / 作曲・編曲：NARASAKI
歌詞・動画 - 歌ネット
2. ヘンな期待しちゃ駄目だよ...？♡ [4:31]
作詞・作曲・編曲：清竜人
歌詞・動画 - 歌ネット 
  - 佐々木彩夏 with ももメイツ 名義
3. トリック・オア・ドリーム [4:19]
作詞・作曲・編曲：月蝕會議
歌詞・動画 - 歌ネット
4. 天国の名前（off vocal ver.）
5. ヘンな期待しちゃ駄目だよ...？♡（off vocal ver.）
6. トリック・オア・ドリーム（off vocal ver.）

## サポートメンバー
ドラムスの神保彰および、以下「宗本カルテット」による生演奏が行われた。
- 宗本康兵 - バンドマスター・キーボード
- 朝倉真司 - パーカッション
- 外園一馬 - ギター
- Ayasa - バイオリン